# Salerano sul Lambro
Salerano sul Lambro là một đô thị ở tỉnh Lodi trong vùng Lombardia của Italia, cách khoảng 25 km về phía đông nam của Milano và khoảng 10 km về phía tây nam của Lodi. Tại thời điểm 31 tháng 12 năm 2004, đô thị này có dân số 2.316 người và diện tích là 4,3 km².
Salerano sul Lambro giáp các đô thị: San Zenone al Lambro, Lodi Vecchio, Casaletto Lodigiano, Borgo San Giovanni, Caselle Lurani, Castiraga Vidardo.